# 181 (liczba)
181 (sto osiemdziesiąt jeden) – liczba naturalna następująca po 180 i poprzedzająca 182.

## W matematyce
- 181 jest czterdziestą drugą liczbą pierwszą, następującą po 179 i poprzedzającą 191[1]
- 181 jest większą z liczb bliźniaczych (179, 181)[2][3]
- 181 jest liczbą bezkwadratową[4]
- 181 jest sumą kolejnych pięciu liczb pierwszych (29 + 31 + 37 + 41 + 43)
- 181 jest sumą kwadratów dwóch kolejnych liczb pierwszych (92 + 102)
- 181 jest palindromem liczbowym, czyli może być czytana w obu kierunkach, w pozycyjnym systemie liczbowym o bazie 10 (181) oraz bazie 12 (131)
- 181 należy do dwóch trójek pitagorejskich (19, 180, 181), (181, 16380, 16381).

## W nauce
- liczba atomowa unoctunium (niezsyntetyzowany pierwiastek chemiczny)
- galaktyka NGC 181
- planetoida (181) Eucharis
- kometa krótkookresowa 181P/Shoemaker-Levy

## W kalendarzu
181. dniem w roku jest 30 czerwca (w latach przestępnych jest to 29 czerwca). Zobacz też co wydarzyło się w roku 181, oraz w roku 181 p.n.e.